# رضاآباد (زنجان)
رضاآباد (زنجان)، روستایی از توابع بخش زنجانرود شهرستان زنجان در استان زنجان ایران است.

## محصولات کشاورزی
این روستا به "نگین سرسبز منطقه" معروف می باشد و دارای 400هکتار باغات بوده و بهترین کیفیت انواع میوه ها به خصوص (سیب گلاب، سیب زرد) و سایر محصولات باغی تولید می گردد.در حال حاضر به دلیل خشکسالی های اخیر وعوامل دیگر ،باغداران این روستا با مشکل جدی کم آبی مواجه هستند

## جمعیت
این روستا در دهستان غنی‌بیگلو قرار دارد و براساس سرشماری مرکز آمار ایران در سال ۱۳۸۵، جمعیت آن ۵۴۳ نفر (۱۲۵خانوار) بوده‌است.